# Rifugio Elisabetta Soldini Montanaro
Il rifugio Elisabetta Soldini Montanaro (normalmente citato come rifugio Elisabetta, in francese refuge Élisabeth) è un rifugio situato nel comune di Courmayeur, in Valle d'Aosta, in fondo alla Val Veny, nelle Alpi Graie, a 2.195 m s.l.m.

## Storia
Fu costruito nel 1953. Nel 1983, fu notevolmente ampliato.

## Caratteristiche e informazioni
È intitolato all'escursionista Elisabetta Soldini Montanaro, tragicamente deceduta in montagna. È punto di tappa dell'Alta via della Valle d'Aosta n. 2.

## Accessi

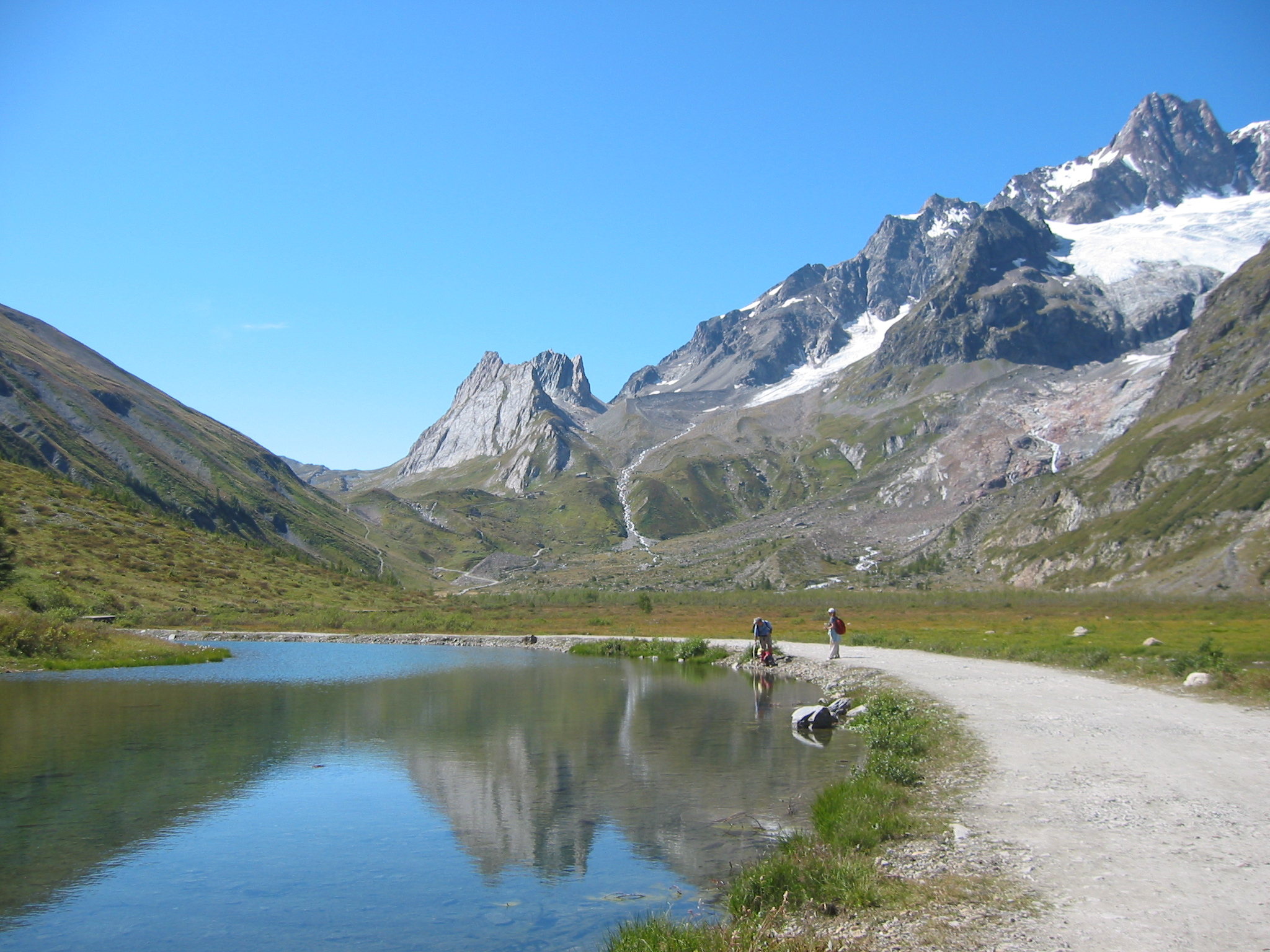
Verso il rifugio

L'accesso avviene da Courmayeur percorrendo la Val Veny. Dapprima si percorre la valle in macchina fino alla località La Visaille; si continua quindi su un facile sentiero su strada asfaltata e si raggiunge il rifugio in circa due ore di cammino.

## Ascensioni
- Bivacco Adolfo Hess - 2.958 m
- Aiguille des Glaciers - 3.817 m
- Aiguille de Lex Blanche - 3.686 m
- Pyramides Calcaires - 2.726 m

## Traversate
- Rifugio Les Mottets - in Francia